# Dvärgrosenrot
Dvärgrosenrot (Rhodiola dumulosa) är en fetbladsväxtart som först beskrevs av Adrien René Franchet, och fick sitt nu gällande namn av Fu. Rhodiola dumulosa ingår i släktet rosenrötter, och familjen fetbladsväxter. Inga underarter finns listade i Catalogue of Life.

## Bildgalleri

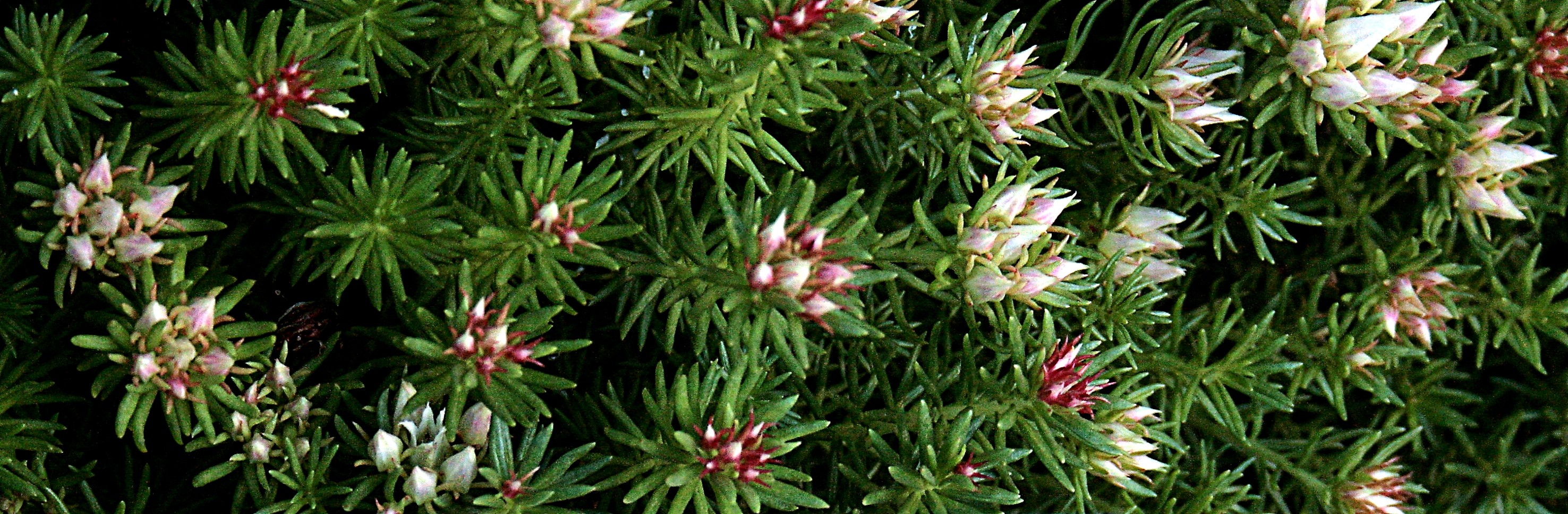
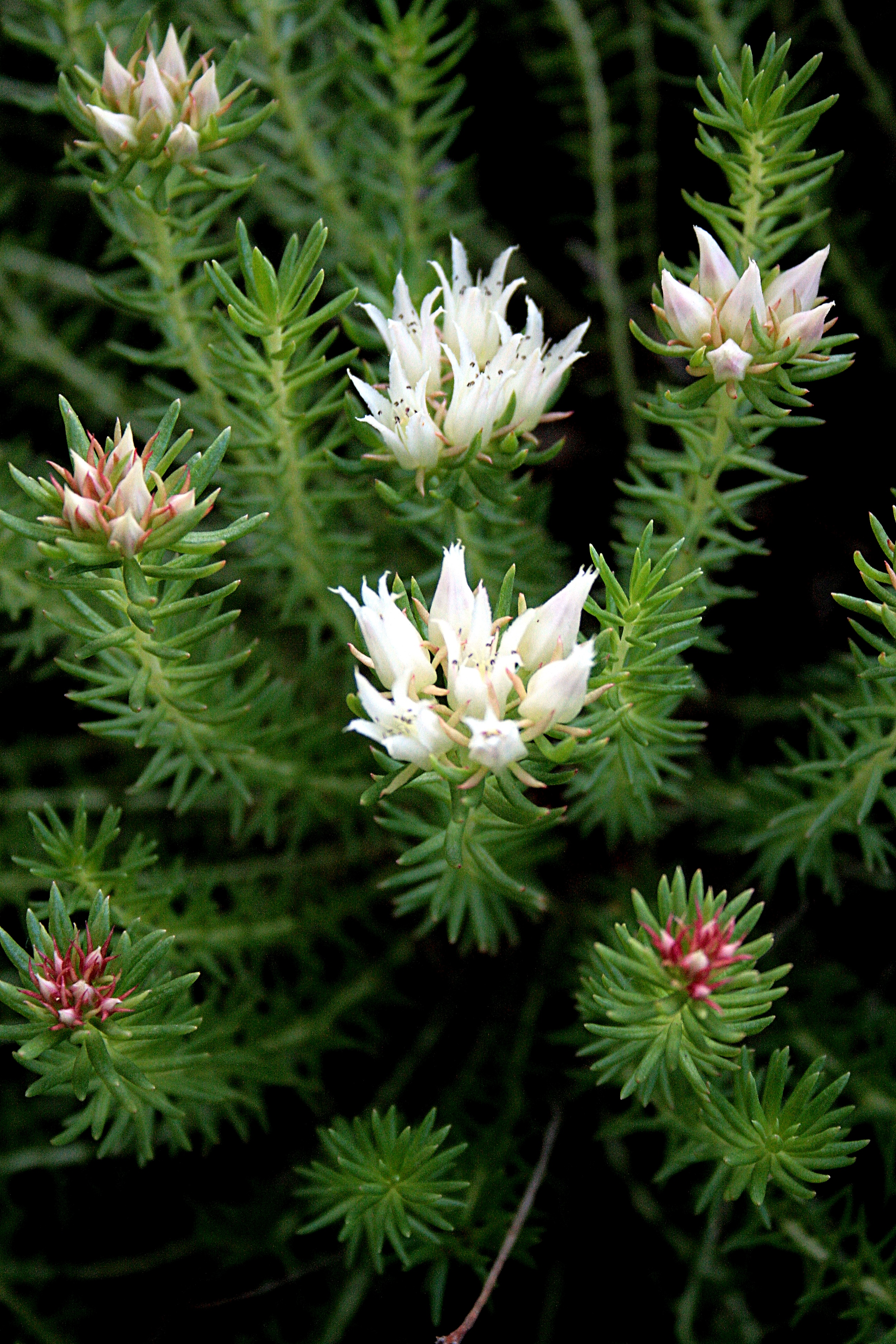